# Эгертон, Фрэнсис, 3-й герцог Бриджуотер
Фрэнсис Эгертон, 3-й герцог Бриджуотер (англ. Francis Egerton, 3rd Duke of Bridgewater, 21 мая 1736 — 8 марта 1803) — британский аристократ из рода Эгертон. Был младшим сыном первого герцога. Прославился как отец британского внутреннего судоходства после того, как оказался инициатором строительства Бриджуотерского канала, чтобы связать свои угольные шахты в Уорсли, в Ланкашире с Манчестером.

## Биография
Был младшим сыном в семье 1-го герцога Бриджуотерского. Но после ранней смерти старших родственников обрёл семейный титул. Большую часть жизни провёл в семейном поместье Уотерсли.
В 1759 году принял решение о строительстве канала, который бы связал принадлежащие ему угольные шахты и Манчестер. Дело в том, что перевозка угля по обычным дорогам при помощи лошадей обходилась недёшево. А транспортировка грузов по рекам облагалась специальным налогом. В результате под контролем знаменитого инженера Джеймса Бриндли была проложена новая транспортная артерия по воде. Работы заняли два года. Канал, называемый ныне Бриджуотерский, был открыт в 1761 году.
Расходы герцога окупились с невероятной скоростью. Перевозка угля на баржах позволила сократить прежние издержки во много раз. Сама рыночная стоимость угля в Манчестере упала в два раза. Многие торговцы топливом вообще ушли с рынка. В итоге Фрэнсис Эгертон стал фактически монополистом по торговле углём в одном из ведущих промышленных центров Англии.
За последующие годы состояние герцога многократно увеличилось. К концу XVIII века он стал богатейшим человеком в Англии с состоянием в два миллиона фунтов стерлингов.

## Наследие
Фрэнсис Эгертон умер в 1803 году, не оставив прямого наследника. В итоге состояние досталось его двоюродному брату генерал-лейтенанту Джону Эгертону.
Представители семьи Эгертон до сих пор проживают в Великобритании.